# 愛してるよ!
『愛してるよ!』（あいしてるよ）は、1993年10月11日から同年12月20日にテレビ朝日系で、月曜20:00～20:54の月曜ドラマ・インにて放送したテレビドラマで、全11回。

## あらすじ
スタントマンの真介（田原俊彦）は、相棒の清（秋山見学者）を事故で亡くす。そこへ、清の娘・恵（安達祐実）だという娘が現れ、清は名門・白樺女子学院の理事長の息子で、自分は実の孫だという。そこで、真介は財産を得ようと、恵の保護者を名乗り、学園に乗り込んだ。

## 出演者

### 主要人物
- 伊達真介：田原俊彦
スタントマン。
- 森井恵：安達祐実
真介の相棒・清の娘。小学生。

### 久慈家
- 久慈紫乃：南野陽子
白樺女子学院の理事長代理。創立者の姪。
- 久慈麻莉：寺田光希
白樺女子学院高校3年。紫乃の妹。問題児。
- 久慈香澄：渋谷琴乃
白樺女子学院高校1年。紫乃の妹。

### 白樺女子学院 教職員
- 佐野信二：岸部一徳
白樺女子学院の校長。
- 竹山栄：渡辺いっけい
白樺女子学院の教頭。佐野の腹心。
- 遠藤幸知：麻木久仁子
白樺女子学院の庶務課長。紫乃の親友。
- 大林紀子：高倉美貴
- 神田理事：北村総一朗（第6話 - ）

### 白樺女子学院 生徒

#### 小学生
- 神田智美：中村百合子（第3話 - ）
理事長の娘。
- 大崎小雪：仙台エリ（第3話 - ）
- 上野マイ：村山里奈（第3話 - ）

#### 高校生
- 神崎由加：大沢さやか

### その他の人物
- 松岡洋：葛山信吾
麻莉のボーイフレンド。高校中退。
- 森井清：秋山見学者
恵の父。スタントマン。

### ゲスト
第1話
- 荒川正和
- 浅見真公人
- 伊藤康二
- 柴田実希
- 小塚かおり
- 桐谷佳奈子
- 井手尾有香里
- 田島幸代
- 牛頭梓
- 嶋崎かおり
- 豊田直美
- 宇佐美総子
- 工藤和美
- YUMI

第2話
- 又野彰夫
- 増田英治
- 関根雪絵
- 吉岡歩
- 山口香緒里
- 矢次恭子
- 梅田奈央美
- 井上奈々

第3話
- 猿渡俊彦：湯江健幸
紫乃の婚約相手。
- 杉崎浩一

第4話
- 赤沢匠：仲谷昇
ボクシング監督。
- 広川太：宇梶剛士
ボクシング選手。

第5話
- 早川みどり：岡本佳織
東都テレビアナウンサー。
- 上田毅彦：中谷彰宏
レコード会社のプロデューサー。

第7話
- テルミ：立河宜子
- 米山：大林丈史
- 小関：大富士
- 教師：加倉井えり
- 秘書：土井雅世
- 斉藤マリ

第9話
- 半田あかり：川島なお美
- 半田豊造：久保晶
- 半田強：橋本じゅん
- 刑事部長：谷村好一
- 握美博
- 小林アキショー
- 斉藤勝

第10話
- 村瀬裕美

最終話
- 監督：渡辺哲
- ジーパン刑事：中沢大介
- 若い刑事：高橋和外
- 山口寿一
- 広瀬敬一
- 中森靖英
- 河内春樹
- 佐藤正行

## テーマ曲
- 主題歌『KISSで女は薔薇になる』田原俊彦
- オープニングテーマ『わがままに抱き合えたなら』T-BOLAN
- 挿入歌『元気だしてBOYS & GIRLS』安達祐実

## スタッフ
- 脚本：矢島正雄
- 音楽：魚海洋司
- 演出：斎藤郁宏、池添博
- 演出補：羽住英一郎
- プロデュース：岩城利明・黒田徹也（テレビ朝日）、志村彰（MMJ）
- 撮影協力：立正大学
- 技術協力：東通
- 照明協力：ティ・エル・シー
- 美術協力：アート・ワン
- 制作協力：テイクシステムズ
- 制作：テレビ朝日、MMJ

## サブタイトル
| 各話                                                     | 放送日         | サブタイトル             | 演出     | 視聴率 |
| -------------------------------------------------------- | -------------- | ------------------------ | -------- | ------ |
| volume 01                                                | 1993年10月11日 | 学校なんてぶっとばせ     | 斎藤郁宏 | 9.8%   |
| volume 02                                                | 1993年10月18日 | 不純異性交遊ズッコケ踊り | 斎藤郁宏 | 10.8%  |
| volume 03                                                | 1993年10月25日 | ノー・プロブレム男登場！ | 斎藤郁宏 | 11.7%  |
| volume 04                                                | 1993年11月01日 | ビッグチャンス           | 池添博   | 9.8%   |
| volume 05                                                | 1993年11月08日 | 失恋バスツアー           | 斎藤郁宏 | 11.9%  |
| volume 06                                                | 1993年11月15日 | いじめパーティー         | 斎藤郁宏 | 10.6%  |
| volume 07                                                | 1993年11月22日 | わぁ！大逆転             | 池添博   | 10.7%  |
| volume 08                                                | 1993年11月29日 | 危険なプロポーズ         | 斎藤郁宏 | 9.4%   |
| volume 09                                                | 1993年12月06日 | ママが生きてた!?         | 池添博   | 7.9%   |
| volume 10                                                | 1993年12月13日 | 校長トリオの逆襲         | 斎藤郁宏 | 10.3%  |
| volume 11                                                | 1993年12月20日 | アイラブ・ユー           | 斎藤郁宏 | 6.3%   |
| 平均視聴率9.9%（視聴率は関東地区・ビデオリサーチ社調べ） |                |                          |          |        |

## ネット局
| 放送対象地域  | 放送局           | 系列           | 備考                                                                |
| ------------- | ---------------- | -------------- | ------------------------------------------------------------------- |
| 関東広域圏    | テレビ朝日       | テレビ朝日系列 | 制作局                                                              |
| 北海道        | 北海道テレビ     | テレビ朝日系列 |                                                                     |
| 青森県        | 青森朝日放送     | テレビ朝日系列 |                                                                     |
| 宮城県        | 東日本放送       | テレビ朝日系列 |                                                                     |
| 秋田県        | 秋田朝日放送     | テレビ朝日系列 |                                                                     |
| 山形県        | 山形テレビ       | テレビ朝日系列 |                                                                     |
| 福島県        | 福島放送         | テレビ朝日系列 |                                                                     |
| 新潟県        | 新潟テレビ21     | テレビ朝日系列 |                                                                     |
| 長野県        | 長野朝日放送     | テレビ朝日系列 |                                                                     |
| 静岡県        | 静岡朝日テレビ   | テレビ朝日系列 | 本番組より静岡けんみんテレビから改称。                              |
| 石川県        | 北陸朝日放送     | テレビ朝日系列 |                                                                     |
| 中京広域圏    | 名古屋テレビ     | テレビ朝日系列 |                                                                     |
| 近畿広域圏    | 朝日放送         | テレビ朝日系列 | 現・朝日放送テレビ                                                  |
| 広島県        | 広島ホームテレビ | テレビ朝日系列 |                                                                     |
| 山口県        | 山口朝日放送     | テレビ朝日系列 | 開局と同時に月曜ドラマ・インのネット開始。 本作が初ネットとなった。 |
| 香川県 岡山県 | 瀬戸内海放送     | テレビ朝日系列 |                                                                     |
| 福岡県        | 九州朝日放送     | テレビ朝日系列 |                                                                     |
| 長崎県        | 長崎文化放送     | テレビ朝日系列 |                                                                     |
| 熊本県        | 熊本朝日放送     | テレビ朝日系列 |                                                                     |
| 大分県        | 大分朝日放送     | テレビ朝日系列 | 開局と同時に月曜ドラマ・インのネット開始。 本作が初ネットとなった。 |
| 鹿児島県      | 鹿児島放送       | テレビ朝日系列 |                                                                     |

| テレビ朝日系 月曜ドラマ・イン             | テレビ朝日系 月曜ドラマ・イン             | テレビ朝日系 月曜ドラマ・イン            |
| 前番組                                    | 番組名                                    | 次番組                                   |
| ----------------------------------------- | ----------------------------------------- | ---------------------------------------- |
| 湘南女子寮物語 （1993年7月5日 - 9月20日） | 愛してるよ! （1993年10月11日 - 12月20日） | 南くんの恋人 （1994年1月10日 - 3月21日） |